# Lac Piraube
Pour les articles homonymes, voir Piraube.
Le lac Piraube est un plan d'eau douce de la rive Nord-Ouest du fleuve Saint-Laurent, dans le territoire non organisé de Passes-Dangereuses, dans la municipalité régionale de comté (MRC) du Maria-Chapdelaine, dans la région administrative de la Saguenay–Lac-Saint-Jean, dans la province de Québec, au Canada.
La foresterie constitue la principale activité économique du secteur ; les activités récréotouristiques, en second,,.
La surface du lac Piraube est habituellement gelée de la mi-novembre à la mi-avril, toutefois la circulation sécuritaire sur la glace se fait généralement du début de décembre à la fin de mars.

## Géographie
Les principaux bassins versants voisins du lac Perdu sont :
- côté Nord : rivière Péribonka, lac Machisque, lac Palairet, rivière Savane ;
- côté Est : rivière Saint-Onge, rivière Péribonka, lac Péribonka, lac Onistagane ;
- côté Sud : lac Maupertuis, rivière Mistassibi Nord-Est, rivière Péribonka, lac Péribonka, rivière de l'Épinette Rouge ;
- côté Ouest : rivière Mistassibi Nord-Est, lac Machisque[1].

Le lac Piraube comporte une longueur de 14,8 km, une largeur de 3,8 km et une altitude de 523 m. Ce lac est entouré de plusieurs petites zones de marais.
L'embouchure du lac Piraube est localisé sur la rive Nord-Ouest, soit à :
- 5,8 km à l'Est de l'embouchure de la décharge du lac Piraube (confluence avec la rivière Mistassibi Nord-Est) ;
- 25,1 km au Sud-Ouest d'une baie d'un Sud du lac Onistagane ;
- 28,5 km à l'Ouest du cours de la rivière Péribonka ;
- 49,3 km au Sud-Ouest d'une baie du lac Manouane ;
- 121,6 km au Nord-Ouest de l'embouchure de la rivière Mistassibi Nord-Est (confluence avec la rivière Mistassibi) ;
- 82,9 km au Nord-Ouest du barrage à l'embouchure du lac Péribonka lequel est traversé par la rivière Péribonka ;
- 194 km au Nord de l'embouchure de la rivière Mistassibi (confluence avec la rivière Mistassini) ;
- 213,7 km au Nord de l'embouchure de la rivière Mistassini (confluence avec le lac Saint-Jean)[1],[4].

À partir de l’embouchure du lac Piraube, le courant descend sur 8,7 km vers le Nord-Ouest, puis le Sud-Ouest le cours de la décharge du lac ; sur 124,2 km vers le Sud, le cours de la rivière Mistassibi Nord-Est ; sur 99,2 km vers le Sud le cours de la rivière Mistassibi ; sur 23,3 km vers le Sud le cours de la rivière Mistassini ; traverse le lac Saint-Jean vers l’Est sur 44,0 km ; puis emprunte sur 155 km le cours de la rivière Saguenay vers l’Est jusqu'à la hauteur de Tadoussac où il conflue avec le fleuve Saint-Laurent.

## Toponymie
Le toponyme « lac Piraube » évoque le souvenir de Martial Piraube, secrétaire de Charles Jacques Huault de Montmagny, deuxième gouverneur de la Nouvelle-France ; ces deux hommes sont arrivés ensemble en juin 1636 dans cette colonie française en Amérique. Piraube a également exercé comme notaire de 1626 à 1643. Piraube a aussi joué au théâtre à Québec (ville) dans une tragi-comédie pour souligner la fête du Dauphin qui deviendra le roi Louis XIV.
Le toponyme « lac Piraube » a été officialisé le 5 décembre 1968 par la Commission de toponymie du Québec.